# 英法海底隧道
英法海底隧道（英語：Channel Tunnel，亦称，拉芒什海峡隧道）是一座50.5公里长的海底铁路隧道，位于英吉利海峡多佛水道下，连接英国的福克斯通和法国加来海峡省的科凯勒（位于法国北部的加来附近），为世界第四长鐵路隧道。其最深处位于海床下75米（海平面下115米）。该隧道的海底部分长度为37.9公里，相较于海底部分长度为23.3公里的日本青函隧道（全长53.85公里，深度240米）更胜一筹，成为世界上海底部分最长的隧道。

一张显示旅客数目和货运吨位的隧道交通图表，显示了1996-1997年度在1996年11月火灾后因隧道关闭货车的摆渡服务所引起的数量下降。

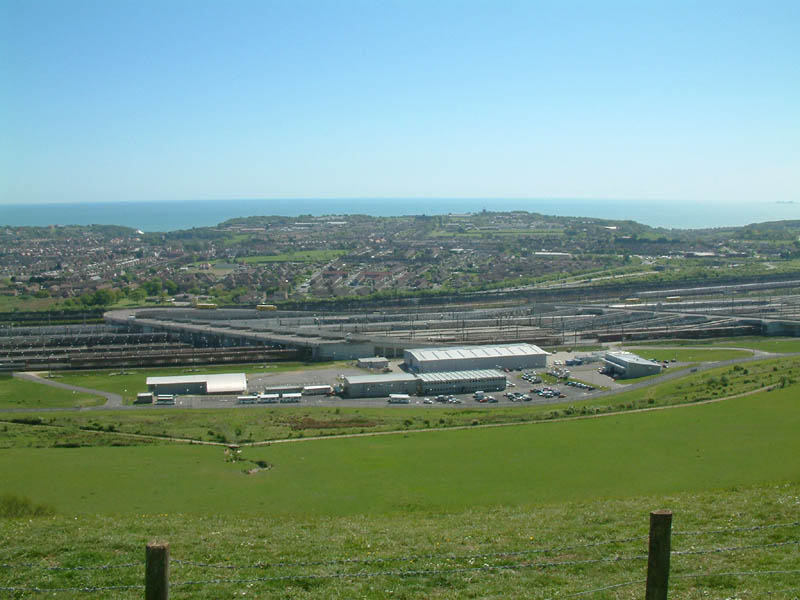
肯特郡福克斯通西部切里顿的英国侧末端站。末端站为载运汽车的摆渡列车提供服务，并与M20高速公路相连。

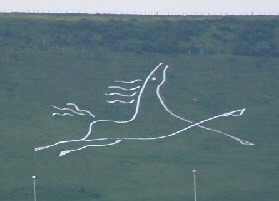
对于大多数在切里顿末端站上车的旅客而言，福克斯通白马是他们看到的英国最后一景。

英法海底隧道承担着高速列车欧洲之星、汽车摆渡列车欧隧穿梭（Eurotunnel Shuttle）——世界上最大的铁路车厢——和国际货运列车的行驶。隧道两头分别与法国高速铁路北线和英國1号高速铁路相接。
建设跨越英吉利海峡之通道的想法最早可追溯至1802年，但英国方面因严峻的国家安全形势带来的政治和舆论压力，令构造一座隧道的努力落空。最终成事的工程，由欧洲隧道公司组织，于1988年动工，1994年落成。隧道项目花费超出其预估达80%。自其建造始，隧道就面临着数个严重问题。火灾干扰了隧道的正常运营。非法移民和寻求庇护者试图利用隧道进入英国境内，造成了外交上对于桑加特难民营的分歧（难民营已于2002年关闭）。

## 起源

### 提议和尝试
| 1802年     | 阿尔貝·马提約（Albert Mathieu）提出了一项关于海峡隧道的提议      |
| 1875年     | 海峡隧道有限公司（The Channel Tunnel Company Ltd）开始了初步试验 |
| 1882年     | 阿伯特（Abbot）悬崖段开挖820米，莎士比亚悬崖段掘进1870米         |
| 1975年1月  | 一项始于1974年，由英法政府支持的方案终止                         |
| 1986年2月  | 坎特伯雷条约签订，使项目可继续推进                               |
| 1988年6月  | 法国方面第一段隧道开挖                                           |
| 1988年12月 | 英国隧道掘进机（TBM）投入运作                                    |
| 1990年12月 | 服务隧道在海峡下方贯通                                           |
| 1994年5月  | 隧道由英国女王伊丽莎白二世和法国总统密特朗主持通車               |
| 1994年年中 | 货运和旅客服务开业                                               |
| 1996年11月 | 摆渡输送中的卡车失火，令隧道严重受损                             |
| 2007年11月 | 连接伦敦与隧道的1号高速铁路开幕                                  |
| 2008年9月  | 再有摆渡输送中的卡车失火使隧道受损                               |
| 2009年12月 | 欧洲之星列车因电气设备受融雪影响而滞留于隧道中                   |

1802年，拿破仑时代的法国矿业工程师阿尔貝·马提約首先提议建造英吉利海峡海底隧道，提议中包括油灯照明、马拉车厢和隧道中途为换马而设的人工岛。当时从伦敦到巴黎，需要耗时4天，如果遇到恶劣天气，则可能会推迟数星期之久。
1830年，法国人路易－約瑟·艾梅·托梅对加来和多佛尔间的英吉利海峡实施了第一次地质和水文勘察。艾梅·托梅对多个方案进行了探索，后于1856年向拿破仑三世呈上了一份提案：挖掘一条由灰鼻岬（Cap Gris-Nez）通往伊斯特沃特角（Eastwater Point），并于瓦恩沙洲设立通风井的铁路隧道，预算为1亿7千万法郎，或少于7百万英镑。

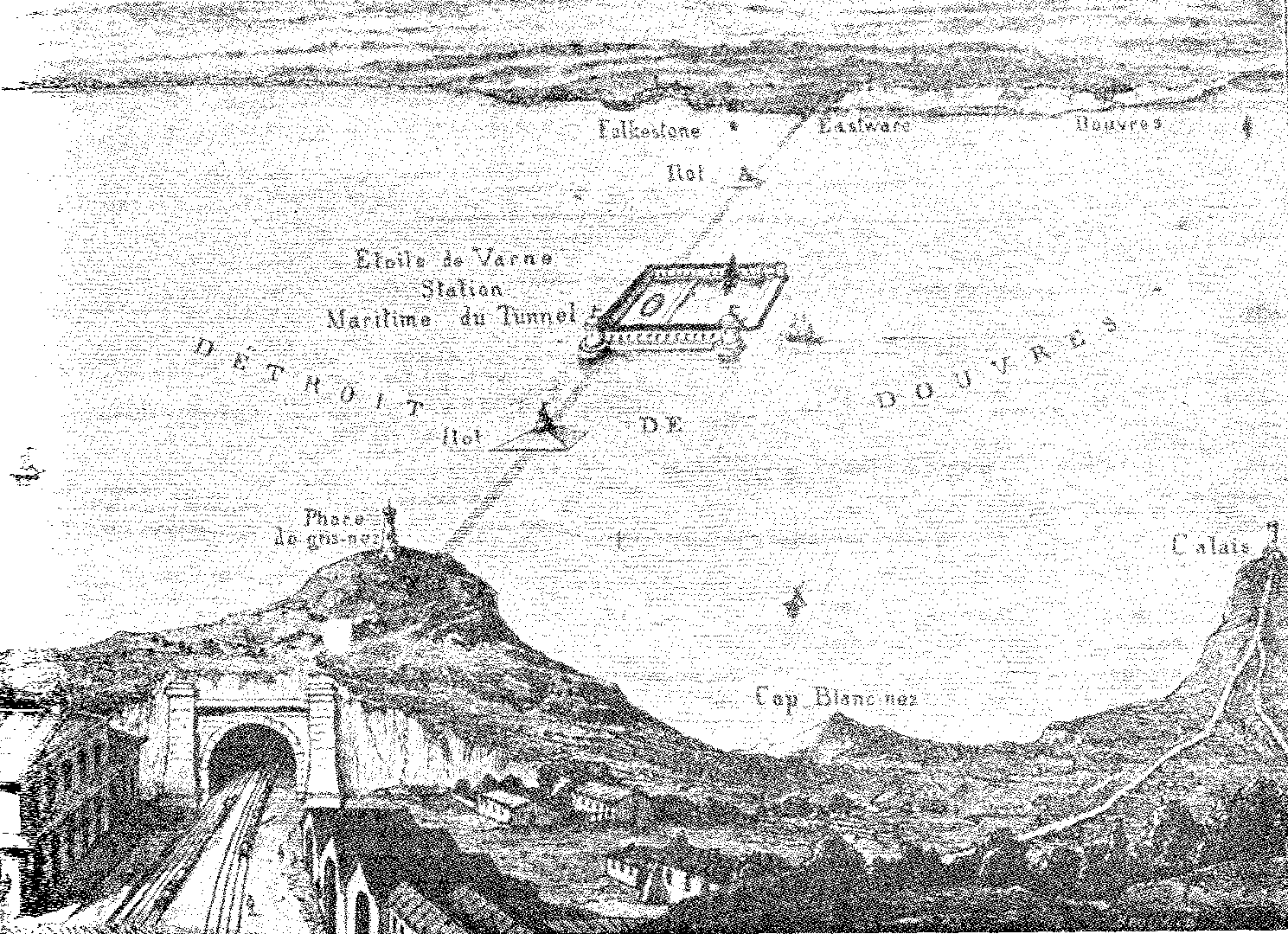
托梅1856年的穿越海峡隧道方案，于瓦恩沙洲设立通风井

1865年，一个由乔治·沃德·亨特（George Ward Hunt）带领的代表团向当时的英国财政大臣威廉·格萊斯頓提出建造隧道的构想。
1867年后，威廉·劳尔（William Low）和约翰·克拉克·霍克肖尔爵士推广这些想法，但无人付诸实施。一份官方的关于海峡铁路隧道的英法协议于1876年签署。1881年，英国铁路业者爱德华·沃特金爵士和法国苏伊士运河承包商亚历山大·拉瓦利在英法水下铁路公司的名义下在海峡两侧都进行了试验性的工作。在英国一侧，直径2.13米的贝蒙特（Beaumont）掘进机自莎士比亚悬崖挖出了1893米长的导洞。而在法国一侧，一部相似的机器自桑加特掘进了1669米。但英国国内仍有反对，报纸媒体认为隧道会削弱英国的国防，最终在英国政府压力下，计划于1882年5月被放弃。这些早年的工作在一个多世纪后与TML计划相遇。
进入20世纪，随着隧道开凿技术和电力牵引设备的进一步发展，海底隧道的计划变的更加可行，第一次世界大战中，联军总司令福煦元帅甚至断言，如果当时有隧道存在，战争会缩短至少两年。
1919年巴黎和会期间，英国首相大衛·勞合·喬治重复地提起海峡隧道的构想，作为对法国的安抚，表示共同抵抗德国下一次威胁的意愿。法方未认真对待它，英首相的提议也没有带来任何实际成果。
1929年，又有另一建造隧道的提案出现，但讨论无果而终，构想也被搁置。支持者估算工程需花费150万美元。工程师们为了回应两国军事领导者的关切，设计了两处水坑（sump）——各自位于两国海岸——可蓄水以阻断隧道。这一设计并未消弭相应的担忧，且另一忧虑在于成群结队的不受欢迎的游客会破坏英国的生活习惯。军事上的担心在第二次世界大战期间延续。法国沦陷之后，作为英国应对预期的德国侵略的准备，一位英国皇家海军综合武器发展部的军官计算出，希特勒可在18个月内使用奴隶建造2条隧道。这一估算引发了德国已开始掘进的谣言。
二战结束后，建造隧道的必要性再一次被提起，但隧道建设进程依然缓慢。1955年，防务方面的论据被空权的崛起证明其无关，冷战让西欧，尤其是英法关系更加密切。
同时随着战后伦敦-巴黎间旅行人数逐年增加（1960年的100万，1978年上升至250万），建造隧道的商业前景一片大好。英国和法国政府均支持技术和地质方面的调查。一次详细的地质勘察于1964至1965年间进行。建造工作于1974年在海峡两岸开始，一项政府资助的计划使用两条分别在一条服务隧道两侧的主隧，可容纳轿车摆渡车厢。
然而在1975年1月，英国政府以成本问题为借口取消了这一计划，這令法國倍感失望。当时工党政府上台，且英国的欧洲经济共同体会员国身份存在不确定性，项目花费膨胀至200%的同时国家经济却陷入困境。此时英国的隧道掘进机已经就绪，运输部得以进行300米的实验性推进。这一短隧道日后被重用作为隧道掘进工作在英国一侧的出发点和进入通路。
1979年，当保守党掌权后，“老鼠洞计划”被提出。这一概念为一条单线铁路隧道加一条服务隧道，但没有摆渡末端站。英国政府对于出资毫无兴趣，但首相撒切尔夫人表示她对于私人资助的项目并不反对。1981年，撒切尔夫人和法國總統密特朗同意设立一个工作组来研究私人出资的项目，1985年4月相关的支持者正式受邀呈交这一计划的提案。后有四份意见书入围：
- 一份基于1975年计划的铁路提案，由海峡隧道集团/法国-芒什（CTG/F-M）提出；
- 欧洲桥（Eurobridge）：一座跨度4.5公里的悬索桥，有着封闭式的公路；
- 欧洲连接线（Euroroute）：一条两座人工岛间的21公里长隧道，人工岛由桥梁连接至大陆；以及
- 海峡高速公路（Channel Expressway）：建有中途通风塔的大直径公路隧道。[11]

横跨海峡渡轮业界以“灵活方案”（Flexilink）的名义抗拒隧道项目。1975年并未有抗议跨海通道的活动，因最大渡轮运营商之一海联（Sealink，英国铁路下属子公司）为国有企业。“灵活方案”在1986到1987年间积极地提出反对。公众舆论强烈倾向于可驾车通过的隧道，但通风问题，对于事故应对的忧虑，和害怕对驾驶者产生催眠效应，导致入围被限定在了铁路方案，CTG/F-M获得了隧道项目。

### 组织安排

一幅描述隧道项目中组织架构的框图。欧洲隧道公司是隧道建造和运营（通过特许权）的核心组织。

英国方面的“海峡隧道集团”囊括了2家银行和5家建筑公司，对应的法国伙伴“法国-芒什”则由3家银行和5家建筑公司组成。银行的角色在于提供财务方面的建议和确保贷款承诺。1985年7月2日，两个集团组成了CTG/F-M。他们呈予英法两国政府的计划取自1975年项目，包括了11卷内容和一份充实的环境影响评价。
隧道的设计和施工由CTG/F-M联合体中的10家建筑公司完成。法国方面的末端站和由桑加特开始的挖掘由合资企业集团“GIE环芒什建设（GIE Transmanche Construction）”中的5间法国建筑公司完成；英国侧末端站和由莎士比亚悬崖开始的挖掘由“运联合资（Translink Joint Venture）”的5家英国公司负责。两个伙伴由一个两国项目组织“环芒什联络（TML）”结为一体。 Maître d'Oeuvre被欧洲隧道公司依特许权——须监控项目状况及向政府和银行汇报——聘用为工程监理主体。
在法国，因为本地在基础建设投资方面的传统，项目获得了广泛的支持和认同。1987年4月法国国民议会给予了全体一致支持，当年6月上议院在公众咨询后也给予了一致支持。在英国，特别委员会审阅过方案后，历史性地在威斯敏斯特之外——肯特郡——召开听证会。1987年2月，英国下议院对《海峡隧道法案》进行三读审议，最终以94比22通过。《1987年海峡隧道法》得到御准并于当年7月成为正式法律。议会对隧道项目的支持，部分来自于议会中的地方成员基于運行地方欧洲之星直通列车的承诺，然而这一承诺从未兑现；当1996年授予海峡隧道线合约时这一承诺又被提出。
英法海底隧道是在特许权下以“建设-拥有-运营-移交”（BOOT）的模式运作的项目。 TML设计和建造隧道，但融资是通过另一个不同的法人主体：欧洲隧道公司。欧洲隧道融合了CTG/F-M并与TML签署了一份建设合同；然而英法两国政府对最终的工程和安全决策有控制权，并掌管着现今的英法海底隧道安全管理局。两国政府授予欧洲隧道公司55年（后为65年）的经营权使其可偿还贷款和支付红利。欧洲隧道和英国国家铁路及法国国家铁路间签订了一项铁路使用协定，以对未来营收的保证换取隧道铁路的一半容量。
英法海底隧道在对类似复杂基础设施的私人投资的规模方面，是史无前例的。4500万英镑的初始股权由CTG/F-M出资，外加2亿6百万英镑的私人机构配售，和7亿7千万英镑通过电视和平面广告的公开发行，以及银团贷款和信用证筹集的5百万英镑。全私人筹集的总投资额度为1985年价格的26亿英镑；1994年完工时花费飙升到1985年价格的46.5亿英镑，超支达80%。这些超支部分是响应安全、保安和环境方面需求的改进带来的。最终花费比预计的多出140%。

### 建设
在隧道的英法两侧，共有11部隧道掘进机切割白垩土以构筑两条铁路隧道外加一条服务隧道。汽车摆渡末端站设立在切里顿（福克斯通的一部分）和科凯勒，分别与英国的M20高速公路和法国的A16高速公路相连接。
隧道的掘进工作于1988年开始，并于1994年投入使用。作为英法两国最大的工程项目，高峰期现场工人达1.5万人，每日开销达300万英镑。由于工程进度低于预期，建设成本直线飙升，整个项目过程中发生了3次重大经济危机，根据1985年价格，整个工程造价为95亿英镑，超支80%。 10名工人（其中8名为英国人）在1987至1993年间因工程而丧生，大部分都是发生在掘进开始的头几个月。

### 竣工

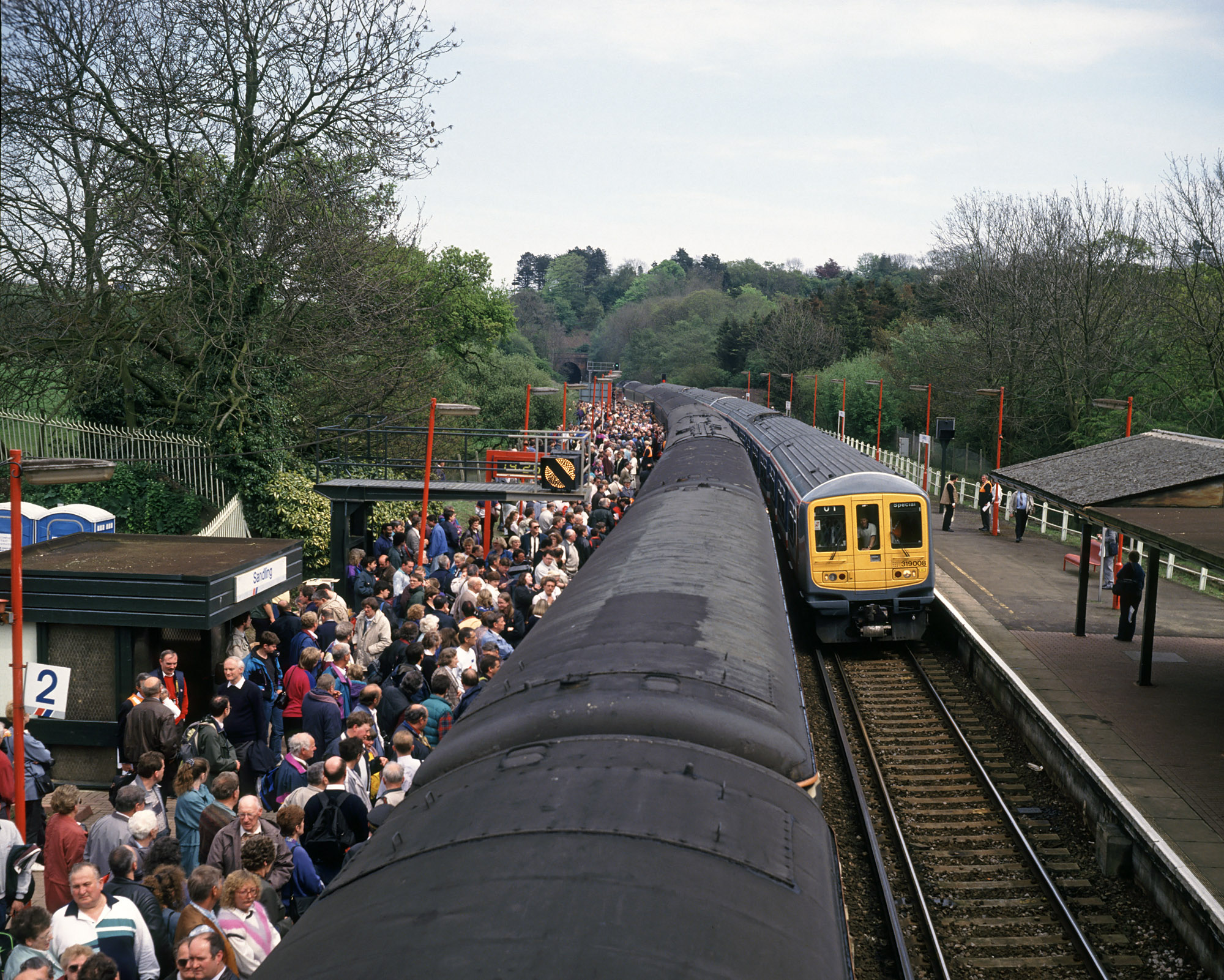
英铁319型电力动车组作为第一列旅客列车由桑德灵车站开出往隧道的短途班次，1994年5月

一条50mm直径的导洞令服务隧道在没有仪式的状况下，在1990年10月30日率先贯通。当年12月1日，英国人格雷厄姆·法格（Graham Fagg）和法国人菲利普·柯赛特（Phillippe Cozette）在媒体见证下打通了服务隧道。
隧道的完工只是整个项目的开端，能源供应、照明、通风、通信系统搭建、维修服务、火灾检测和消防等设备陆续进入。另外由于英法比利时等各国不同的动力和信号系统，也增加了隧道中运行的火车本身的复杂程度。出于安全考虑，车辆的每个设备都必须得到各国的单独运营许可，仅此项花费就超过1亿英镑，另外因进度延误还损失了2亿英镑。
最终，主隧在延迟一年后，于1994年5月6日在加来，由英国女王伊丽莎白二世和法国总统密特朗主持的仪式上开幕。女王搭乘欧洲之星经由隧道抵达加来，列车与密特朗总统搭乘的来自巴黎的专列头对头停靠。仪式后密特朗总统和女王搭乘欧隧穿梭摆渡列车抵达福克斯通举行另一场相似的仪式。1个月后，货运列车开始通行，而客运服务『欧洲之星』则在11月才开始投运。1994年12月22日，世界首创的汽车摆渡列车『欧隧穿梭』也开始正式投运。
海峡隧道线——现被称作1号高速铁路——以111公里/时的速度运作，起于伦敦的圣潘克拉斯车站，止于肯特郡福克斯通境内的隧道主入口。该线的造价为58亿英镑。2003年9月16日，英国首相托尼·布莱尔主持貫通了1号高速铁路的首段（自福克斯通至肯特郡北部）；2007年11月6日，女王正式为圣潘克拉斯国际车站和1号高速铁路揭幕，取代原先前往滑铁卢国际车站的低速线路。在1号高速铁路上，列车可以高达300公里/时的速度行驶，从伦敦到巴黎的行程耗时2小时15分钟，而去往布鲁塞尔则只需1小时15分钟的车程。
1994年，美国土木协会将英法海底隧道选为世界七大工程奇迹之一。 1995年，美国杂志《大众机械》刊登了上述评审结果。

## 工程设计

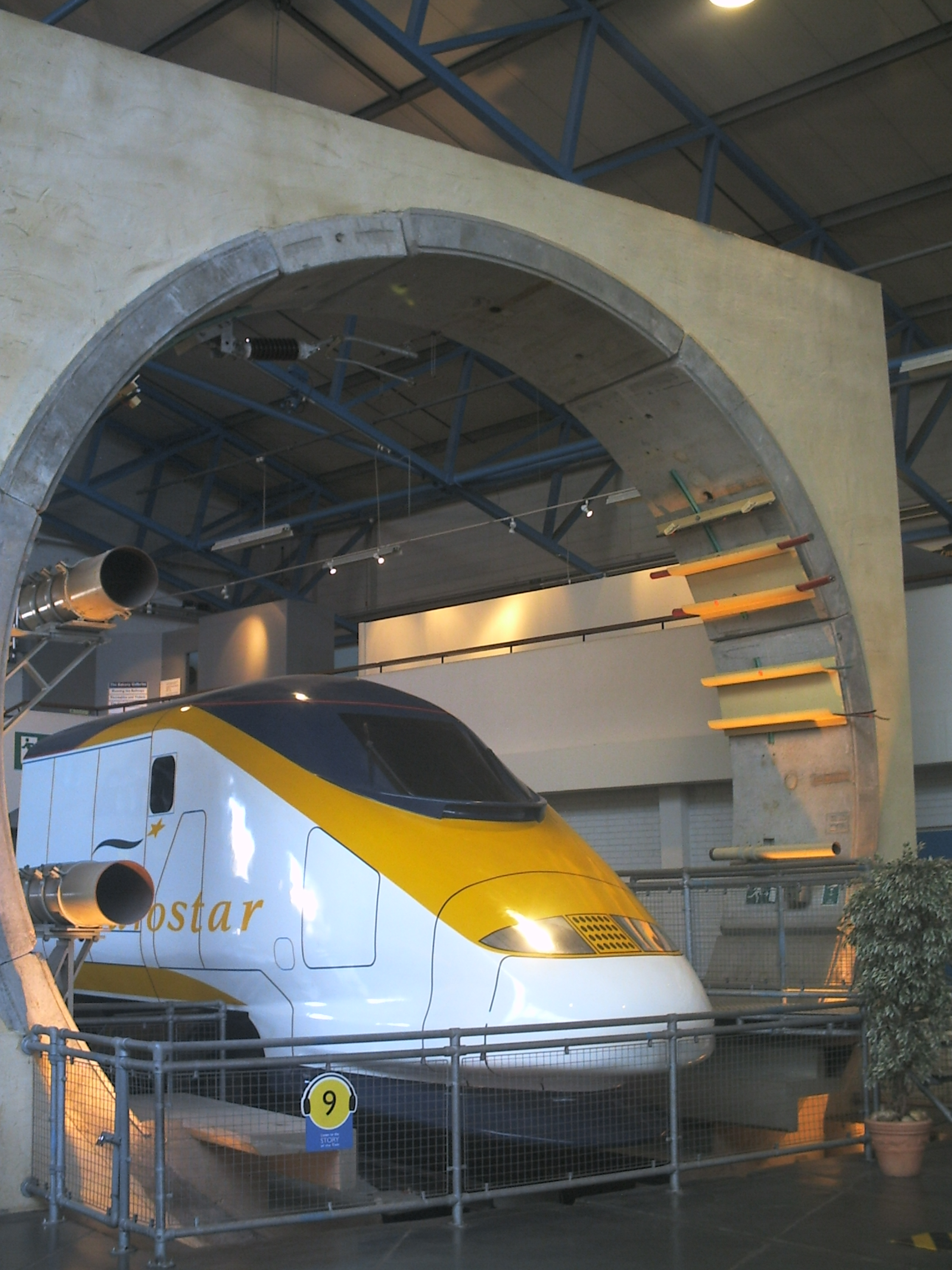
在英国约克郡国家铁路博物馆展出的英法海底隧道模型，表现了隧道的圆形截面及由接触网(架空電車線)供电的欧洲之星列车。分段的隧道衬砌亦可见。

开工前20年进行的勘察，证实了早前隧道可由白垩土地层挖掘通过的推测。白垩土有益于隧道掘进，因其不渗透性，易于挖掘和高强度的特性。在英国一侧，白垩土延续了整段隧道的长度，法国一侧则有5公里长度的其他困难地质区段。英法海底隧道分为三部分：两座间距30米、直径7.6米、长50公里的铁路主隧，和一座直径4.8米、位于两者中间的服务隧道。以上也包括了横向联络通路和活塞风管道。服务隧道被用作导洞，在主隧之前先行以探定前方状况。英国侧入口位于莎士比亚悬崖，法国侧入口则是位于桑加特的一座竖井。法国侧使用了5部全断面隧道掘进机，英国侧使用了6部。服务隧道使用“服务隧道运输系统”（STTS）和“轻型服务隧道车辆”（LADOGS）。消防安全是设计中面临的严峻问题。
在位于别伊辛格（Beussingue）和福克斯通城堡山（Castle Hill）的两处主入口之间，隧道长度为50.5公里；当中3.3公里为法国陆上区段，9.3公里为英国陆上区段，其余37.9公里在海底。这令英法海底隧道成为世界上海底部分最长的隧道，总长度也仅次于日本的青函隧道。隧道的平均深度为海床下45米。英国侧预期的500万立方米弃土中有100万被用作填平末端站所在地，其余被放置于下莎士比亚悬崖（Lower Shakespeare Cliff）附近的防波堤后，作为填海之用。这片陆地后发展为海蓬子锄乡村公园。环境影响评价未认定隧道工程有任何重大风险，关于安全、噪音和空气污染的进一步研究亦全为正面结果。然而，环境方面的异议随着前往伦敦的高速铁路而产生。

### 地质

隧道建成后的地质剖面图。隧道的大部分区段都是在白垩土地层中推进。

成功的隧道掘进需要对于地形学和地质学的全面了解，以及对于通过的最佳岩层的正确选择。沿线地层主要为倾向东北的白垩纪地层，少部分为Wealden-Boulonnais穹地的北翼地层。其特征包括：
- 两岸悬崖上的白垩地层连续，无大型断层，与1698年维斯特根（英语：Verstegan）的观察一致；
- 四个地层：9000万年至1亿年前的海洋沉积物层，透水性强的早、中白垩地层，透水性弱的晚白垩地层，以及不透水的泥质灰粘土层。白垩地层与泥质灰粘土层之间为砂质地层，岩性为含海绿石的泥灰岩；
- 一层25-30米厚的白垩土地层（法语：craie bleue）——位于较深的白垩地层的下三分之一——可提供最佳的隧道构筑介质。此处的白垩粘土含量为30%-40%，提供防止地下水渗透的特性，同时又有足够的强度仅需最小的支撑而易于挖掘。理想地，隧道会被建造在白垩土层的靠底部15米部分，令从裂缝和接头流入的水量减到最小，但建在泥质灰粘土层上方会增大隧道内层管片的受压和令其湿润时膨胀及软化。[42]

在隧道英国一侧，地层的下降率低于5°，然而法国一侧的坡度增至20°。两侧都有裂缝和断层。英国侧断层的位移不超过2米，而对岸因为Quenocs背斜褶被产生的断裂位移达到了15米。这些断层的宽度有限，填满了方解石、黄铁矿和改性粘土。渐增的坡度和断层限制了法国侧隧道路线的选择。为了避免产生混淆，微化石的集合被用于对白垩土的分类。在法国一侧，尤其在海岸线附近，白垩变得更硬，也更脆弱易碎，以及比英国一侧破碎得更严重。这导致了英法两侧采用了不同的隧道开挖技术。
位于英国侧隧道入口的第四纪海底峡谷Fosse Dangaered和Castle Hill滑坡体引发了担忧。在1964-1965年的勘探中被确认的是，Fosse Dangaered是一个在海床下延伸80米且被填充的峡谷，位于隧道路线南方500米，相当于海峡中间的位置。1986年的一次勘探发现有一条分支横穿隧道的预定路径，使得隧道被迫尽量向北和向深处移动。英国侧末端站只能选址在（Castle Hill）城堡山滑坡体上，滑坡体有移动和倾斜的白垩岩块、海绿石泥灰和重粘土碎片。故此地被以支护和装入排水坑道的方式进行了加固。服务隧道是先于主隧掘进的先导隧道，使得前方的地质状况，包括碎石区域，高涌水量地带可以被提前获知。探索性的钻探在服务隧道中进行，形式包括大量的向前钻探、垂直向下钻探和侧面钻探。

### 勘探考察
1833-1867年间艾梅·托梅进行了海上测深和取样工作，发表了最大海床深度为55米和海床地层延续性的结果。勘探考察持续了许多年，分别进行了166个海上和70个陆地勘探钻井的工作，和完成了4000线公里的海底地球物理测量。勘探在1958–1959年、1964–1965年、1972–1974年和1986–1988年间进行。.
1958-1959年的勘探是为了满足沉管隧道和大桥以及开挖隧道的需求而进行的，故对广泛的区域进行了调查。此时工程项目用途的海底地球物理勘探还处于起步阶段，只有定位精度和分辨率都较差的地震分析方法。1964–1965年的勘探将重心放在一条较靠北方并于多佛海湾离开英国海岸的路线；利用70个钻探孔，一处高度风化的高透水性岩石区域被定位在多佛海湾的南方。
考虑到过往的勘探结果和进入的限制条件，1972-1973年的勘探对一条更靠近南方的路线进行调查并证实其可行。隧道掘进工作所需的信息同样来自1975年项目搁置前的工作。在法国一侧的桑加特，一处深竖井和入口坑道被建造。在英国侧的莎士比亚悬崖，政府允许250米长直径4.5米的隧道开挖。实际的隧道校准对齐、掘进和支撑方法，与1975年的尝试一致。在1986-1997年的勘探中，过去的发现成果得到巩固，泥质灰黏土和隧道掘进介质（全线路占比85%的白垩土）的特性得到了调查和研究。来自石油工业的地球物理技术得到了应用。

### 隧道构筑

典型的隧道剖面，一座服务隧道位于两座铁路隧道中间。為緩解活塞效應，铁路隧道间连接了通風管。这是应对列车运动时压力变化的必要措施。

在英格兰和法国之间构筑隧道是一项巨大的工程挑战，仅有日本的青函隧道作为先例。水底隧道面临的严峻威胁之一，就是在脆弱地质条件下，上方海水会因水压而大量涌入。作为私人投资项目，尽早的财政回报是最重要的，因此，英法海底隧道也面临着时间方面的挑战。
工程的目标是建造两座直径7.6米间距30米长50公里的隧道；两座主隧之间直径4.8米的服务隧道；多条间隔375米连接服务隧道与主隧，直径3.3米的横向通路；间隔250米连接两座铁路主隧，直径2米的活塞风管道；两座联结铁路主隧的海底交叉渡线隧道。服务隧道总是先于主隧推进（至少1公里）以探明前方地质状况。采矿业界有不少在白垩岩中掘进隧道的经验。海底交叉渡线隧道是一个复杂的工程问题。法国侧渡线以美国的贝克山隧道为基础；英国侧渡线则从服务隧道开挖以避免进度延误。
主要的全断面隧道掘进机（TBM）都使用了预制隧道管片，但英法两侧各使用了不同的解决方案。法国一侧，使用以铸铁或高强度混凝土制造、螺栓连接并由氯丁橡胶或水泥灌浆密封的管片；英国一侧的主要需求是建造速度，栓接铸铁管片仅仅用于地质状况恶劣的地段。英国侧的铁路隧道，每8个管片加一个关键管片；法国侧则是5个管片加一个关键管片。法国侧桑加特有一座直径55米深75米的水泥内壁竖井用于出入；英国侧的莎士比亚悬崖下方140米则有一块整备区域，新奧地利隧道工法（NATM）便首次在此处应用于白垩土。英国侧的隧道陆上部分和海底部分一样都从莎士比亚悬崖开挖，而非从福克斯通开始。悬崖底部的平台并未有足够空间容纳所有机械，而且尽管有环保方面的异议，隧道弃土被置于一座加强的混凝土海堤后，以弃置于封闭泻湖的方式来避免白垩粉末大范围散布。由于空间有限，预制管片工厂被设于泰晤士河口的葛莱因岛（Isle of Grain）。
在法国一侧，因為更強的透水度，地层压力平衡的敞开/封闭式隧道掘进机都被使用了。在最初的5公里地段，隧道掘进机是封闭运作的，之后便变为敞开式，通过白垩土地层。这可儘量降低对地层的影响，也能抵挡更高的水压，更减小了对前方地层灌浆的需求。法国方面的进度需要5台隧道掘进机：两台主要海底机器、一台主要陆上机器（3公里的短区间令一台隧道掘进机完成一侧隧道后掉头完成另一侧成为可能），和两台服务隧道机器。英国侧因较为简单的地质状况而允许使用速度较快的敞开式隧道掘进机。6台掘进机被部署，全部由莎士比亚悬崖开挖，海底和陆上部分各3台。在海底区间完成前，英国的隧道掘进机陡峭下降并被掩埋以清空隧道。这些被掩埋的掘进机后来成为了“电气”土壤。法国的隧道掘进机贯通了隧道并被拆解。英国侧在工程中使用了900毫米轨距的铁路。
英方机器皆以英文字母命名，而法方隧道掘进机都以女性名字命名：布里吉特（Brigitte）、欧罗巴（Europa）、凯瑟琳（Catherine）、维珍妮（Virginie）、帕斯卡林（Pascaline）和赛福林（Séverine）。而在產地方面，英國（Markham & Co.）、美國及日本（川崎重工業）分別製造了6台、1台及4台隧道掘進機，供是次工程使用。

### 铁路设计

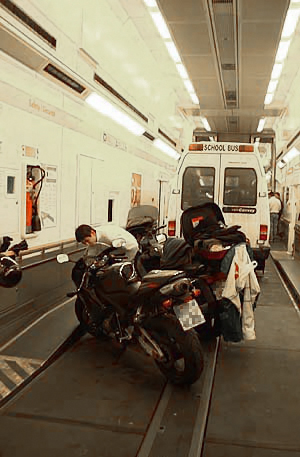
欧隧穿梭——一款汽车摆渡列车——是世界上最大的铁路车厢，负责在隧道两端的末端站之间运送公路车辆

#### 通讯
英法海底隧道内有三套通讯系统：专用无线电（concession radio, CR）供在欧洲隧道公司管辖范围内（末端站、隧道和岸边竖井）车辆和员工使用；车地无线电（track-to-train radio, TTR）用于列车和铁路控制中心之间保密的语音和数据传输；摆渡列车内部无线电（Shuttle internal radio, SIR）则通过汽车收音机作为摆渡列车职员与车辆乘客沟通的渠道——这一服务在隧道通車后一年内就被停止，因为驾驶者难以将他们的收音机设置到正确的频率（88.8MHz）。

#### 能源供应
所有的隧道服务都基于电力运作，来源在英法两国间平分。电力经接触网输送至机车，采用25kV 50Hz的交流电化制式。
伦敦以南的一大段铁路采用了750V直流电化和第三轨供电，但自从1号高速铁路通車以来，欧洲之星全程都不需要使用第三轨受电。1号高速铁路、隧道本身和往巴黎的路段都通过25kV 50Hz交流电化制式的接触网提供电力；而同样使用接触网的比利时境内“传统路线”却使用3000V直流电化。

#### 信号系统
隧道使用一套驾驶室信号系统以直接在驾驶室的屏幕上向列车驾驶员发出信息。若车内屏幕显示的速度与实际不一致，列车自动保护系统（ATP）将会令列车停下。隧道内使用的是与法国高速铁路北线一样的TVM430系统。 TVM信号系统与隧道两端高速铁路的信号系统联接，使得列车在进出隧道区域时无需停车。隧道内允许的最高行驶速度为160公里/时。

#### 轨道
英法海底隧道选用了美国Sonneville国际公司（American Sonneville International Corporation）的轨道，使用符合UIC60规格的900A级路轨，放置在微蜂窝结构EVA衬垫上，以螺栓和混凝土道面连接。英法海底隧道的铁路线网和末端站区域都采用了较大的限界，以确保滚装摆渡运输车厢的运作；同时也允许限界达到欧洲GC标准的货运列车在1号高速铁路上继续运行到圣潘克拉斯车站（客运）或伦敦东部的巴金（货运）。有碴轨道因为维护不便和不能保持几何稳定而未被使用。

### 轨道车辆

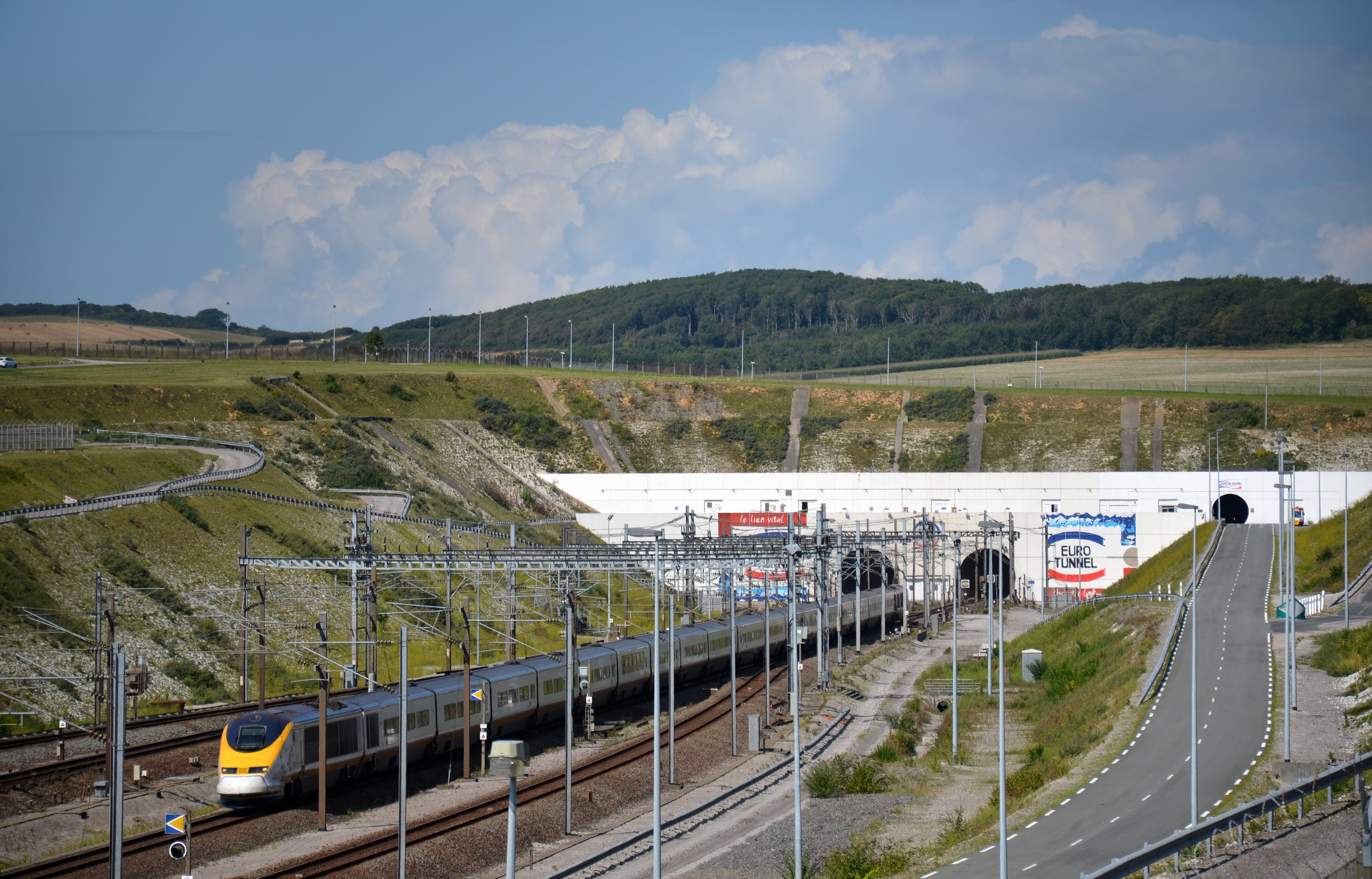
法国科凯勒附近的英法海底隧道入口

#### 欧隧穿梭
最初使用了38辆Le Shuttle机车分别成对在摆渡列车的首尾工作。摆渡列车由两独立部分组成，分别为单层和双层；每个部分都拥有两节装卸车厢和12节载运车厢。欧洲隧道公司的初始订单是9列小汽车摆渡列车。
载重汽车摆渡列车同样由两部分组成，每部分各有一节装载车厢和一节卸载车厢，以及14节载运车厢。前方机车后挂接了一节休息室车厢（供卡车司机用）。欧洲隧道最初订购了6列载重汽车摆渡列车。

#### 货运机车
46辆英铁92型机车被用于牵引货运列车和夜间旅客列车（Nightstar，开行计划后被放弃）；机车可在交流电化接触网和直流电化第三轨条件下运作。然而法国铁路网络并未准许这些机车在法国铁路行走，故亦有计划让阿尔斯通的Prima II机车在隧道内服务。

#### 国际旅客列车
隧道投入的31列欧洲之星列车——基于法国TGV——以英国限界规格制造，并加入了隧道内安全需要所对应的许多改进，其所有权分属英国铁路、法国国家铁路和比利时国家铁路。英国铁路为服务伦敦以北地区增购了7列。
2009年年末，大量的防火标准得以降低，德国铁路也得到在未来开行通过英法海底隧道的ICE列车的准许。2010年10月19日，德铁开行经隧道的第一班ICE列车，在隧道内进行了成功的疏散测试后抵达圣潘克拉斯车站。

#### 服务机车
用于救援和编组解挂的柴油机车分别为欧隧0001型和欧隧0031型。

## 运营

### 利用与服务
隧道提供的服务包括：
- 欧隧穿梭（原称Le Shuttle）滚装汽车摆渡服务；
- 欧洲之星旅客列车；
- 货运列车（通过）。[8]

推动隧道建造的预测都全面和极大地高估了客货运量。尤其是欧洲隧道公司委托的预测更是过分预估了需求。尽管隧道获取的渡海交通量份额（与航空和海运相比）一如预期，但激烈的竞争和降低的关税带来低收益。总体渡海交通需求被高估了。
随着欧盟开放国际铁路服务，隧道和1号高速铁路于2010年开放竞争。有数个潜在的营运业者包括德国铁路在内，都有意开展经隧道和1号高速铁路往伦敦的服务。

#### 旅客输送量
1998年跨英吉利海峡的客流量达到顶峰，为1840万人次；后在2003年跌落至1490万人次；再于2010年回升到1700万人次。
当决定建造隧道时，预计通車首年内有1590万人次旅客搭乘欧洲之星。第一个全年即1995年，实际的旅客量仅为略超过290万人次；2000年攀升到710万人次；2003年又回落至630万人次。欧洲之星同时也受制于英国一侧缺乏高速线路可用。在1号高速铁路（原称海峡隧道线CTRL）在2003年和2007年分两期完工后，客流量上升：2008年，欧洲之星在英法海底隧道段运送了9,113,371人次的旅客，较前一年有10%的增长，即便隧道交通由于2008年英法海底隧道火灾影响而有所限制。欧洲之星的客流量持续上升，2013年的数字为10,132,691人次。
| 年份                                   | 输送旅客数目                 | 输送旅客数目                            | 输送旅客数目            |
| 年份                                   | 欧洲之星[A] （实际售票数量） | 欧隧穿梭旅客摆渡列车 （预计，百万人次） | 总计 （预计，百万人次） |
| -------------------------------------- | ---------------------------- | --------------------------------------- | ----------------------- |
| 1994                                   | ~100,000                     | 0.2                                     | 0.3                     |
| 1995                                   | 2,920,309                    | 4.4                                     | 7.3                     |
| 1996                                   | 4,995,010                    | 7.9                                     | 12.9                    |
| 1997                                   | 6,004,268                    | 8.6                                     | 14.6                    |
| 1998                                   | 6,307,849                    | 12.1                                    | 18.4                    |
| 1999                                   | 6,593,247                    | 11.0                                    | 17.6                    |
| 2000                                   | 7,130,417                    | 9.9                                     | 17.0                    |
| 2001                                   | 6,947,135                    | 9.4                                     | 16.3                    |
| 2002                                   | 6,602,817                    | 8.6                                     | 15.2                    |
| 2003                                   | 6,314,795                    | 8.6                                     | 14.9                    |
| 2004                                   | 7,276,675                    | 7.8                                     | 15.1                    |
| 2005                                   | 7,454,497                    | 8.2                                     | 15.7                    |
| 2006                                   | 7,858,337                    | 7.8                                     | 15.7                    |
| 2007                                   | 8,260,980                    | 7.9                                     | 16.2                    |
| 2008                                   | 9,113,371                    | 7.0                                     | 16.1                    |
| 2009                                   | 9,220,233                    | 6.9                                     | 16.1                    |
| 2010                                   | 9,528,558                    | 7.5                                     | 17.0                    |
| 2011                                   | 9,679,764                    | 9.3                                     | 19                      |
| 2012                                   | 9,911,649                    | 10.0                                    | 19.9                    |
| 2013                                   | 10,132,691                   | 10.3                                    | 20.4                    |
| A 仅含搭乘欧洲之星横跨英吉利海峡的旅客 |                              |                                         |                         |

#### 货物输送量
隧道的跨海峡货运量曾不稳定，因1997年货车摆渡列车火灾后的关闭导致了运量下降。然而在这段时间内跨海峡的总货运量却在上升，显示海运对隧道的可替代性。隧道在跨海峡货运交通上的市场份额已经接近或超出欧洲隧道公司1980年代的估计，但其1990和1994年的预测依然过高估计了货运量。
对通过货运列车的运量而言，第一年预计为720万吨，但1995年的实际数字仅为130万吨。通过货运量在1998年达到最高点310万吨。数字在2007年回落至121万吨，次年回升至124万吨。与摆渡的货车合并统计，则货运量在隧道开幕始即在增长，1995年为640万吨，2003年和2007年分别录得1840万吨和1960万吨。数字在2008年火灾后回落。
| 年份 | 货物输送量。            | 货物输送量。                      | 货物输送量。          |
| 年份 | 通过货物列车 （实际吨） | 欧隧卡车摆渡列车 （估计，百万吨） | 总计 （估计，百万吨） |
| ---- | ----------------------- | --------------------------------- | --------------------- |
| 1994 | 0                       | 0.8                               | 0.8                   |
| 1995 | 1,349,802               | 5.1                               | 6.4                   |
| 1996 | 2,783,774               | 6.7                               | 9.5                   |
| 1997 | 2,925,171               | 3.3                               | 6.2                   |
| 1998 | 3,141,438               | 9.2                               | 12.3                  |
| 1999 | 2,865,251               | 10.9                              | 13.8                  |
| 2000 | 2,947,385               | 14.7                              | 17.6                  |
| 2001 | 2,447,432               | 15.6                              | 18.0                  |
| 2002 | 1,463,580               | 15.6                              | 17.1                  |
| 2003 | 1,743,686               | 16.7                              | 18.4                  |
| 2004 | 1,889,175               | 16.6                              | 18.5                  |
| 2005 | 1,587,790               | 17.0                              | 18.6                  |
| 2006 | 1,569,429               | 16.9                              | 18.5                  |
| 2007 | 1,213,647               | 18.4                              | 19.6                  |
| 2008 | 1,239,445               | 14.2                              | 15.4                  |
| 2009 | 1,181,089               | 10.0                              | 11.2                  |
| 2010 | 1,128,079               | 14.2                              | 15.3                  |
| 2011 | 1,324,673               | 16.4                              | 17.7                  |
| 2012 | 1,227,139               | 19.0                              | 20.2                  |
| 2013 | 1,363,834               | 17.7                              | 19.1                  |

欧洲隧道公司的货运子公司为Europorte 2。在2006年九月，EWS（英格兰、威尔士和苏格兰铁路，English, Welsh and Scottish Railway）——英国最大的铁路货运业者——宣布由于英法两国政府停止提供每年5200万英镑（每班列车约13,000英镑，每年4,000班次）的津贴以支付英法海底隧道的“最小使用者费用”，货运列车将在11月30日后停驶。

#### 财政表现
欧洲隧道的股份于1987年12月9日以每股3.50镑发售。至1989年中，股价升至11.00镑。工程的延迟和超支导致股价下跌；在1994年10月的演示运行期间股价跌至历史最低点。欧洲隧道公司于1995年9月停止偿还债务以避免破产。 1997年12月英法两国政府延长欧洲隧道公司的特许经营权34年至2086年。1998年中欧洲隧道进行了资产重组，以减少负债和财政支出。除此之外，《经济学人》于1998年的报道中指出，即使欧洲隧道公司将提高收费，交通量和市场份额的可持续发展也将打破目前的状况。一份关于英法海底隧道的成本效益分析指出，项目只对整体经济产生了很少的影响，而其带动的发展亦不多；甚至若未建造隧道，英国经济表现可能比现况更好。
特许经营权要求欧洲隧道公司对跨海峡的公路隧道作调研。1999年12月公铁两用隧道提议被呈交予英法两国政府，但其强调指没有足够的需求来推动建造第二条隧道。一份由英国、法国和比利时签署的边境管制三方协议，建立了“控制区”（control zones），允许他国官员可在此处实施有限的海关监管和执法措施。大多数情况下隧道任一端都有此类区域，英国侧也有法国边境监管，反之亦然。对于特定的城市间列车而言，列车本身即作为一个控制区。英法两国的紧急情况对策由一份两国应急计划协调。
1999年欧洲之星首次公布净利润，1995年其亏损为9亿2500万英镑。

## 末端站

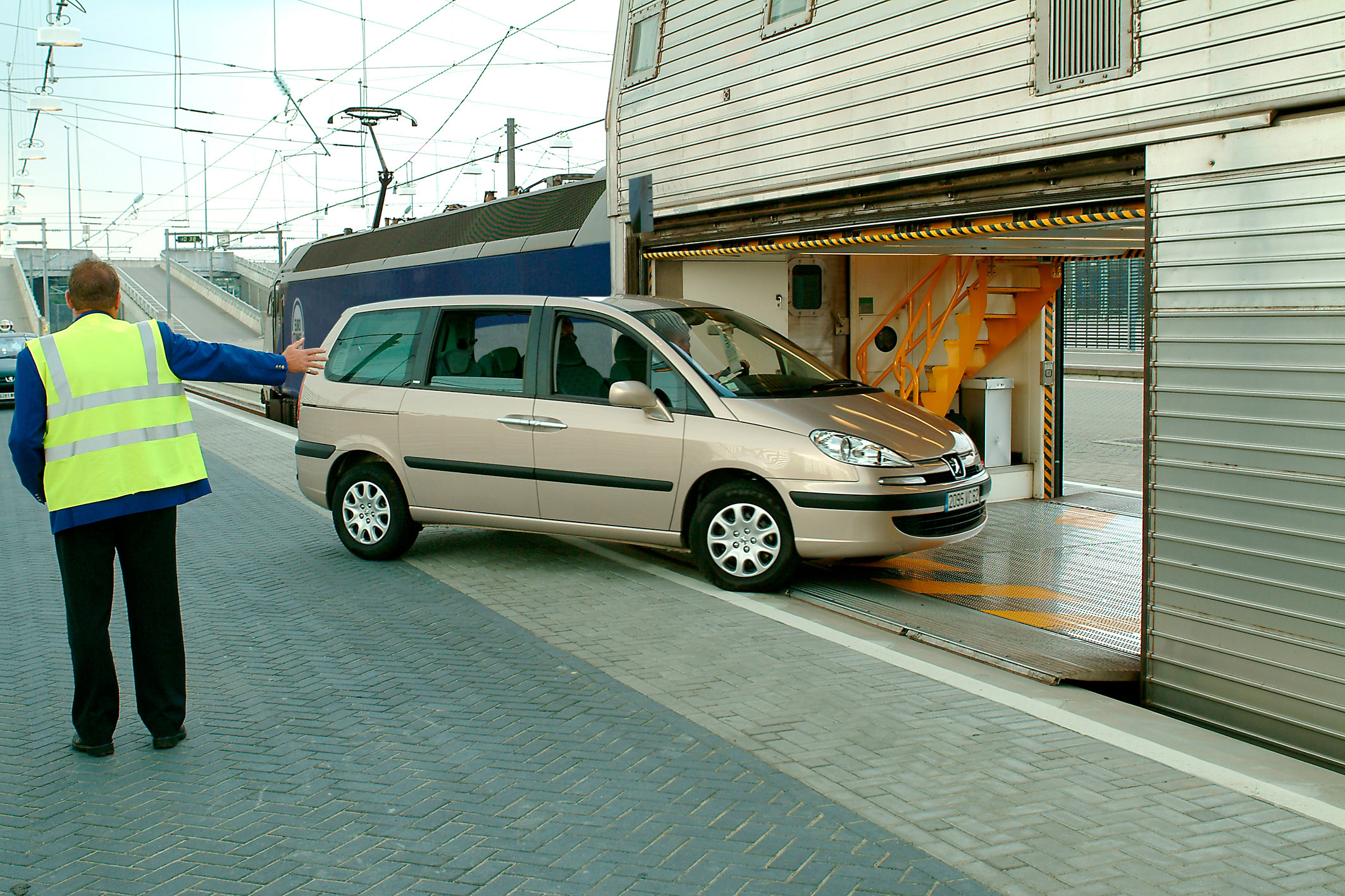
法国北部加来附近的科凯勒，隧道的法国侧末端站，一辆标致807正在进入汽车摆渡车厢。

末端站分别位于切里顿（英国肯特郡福克斯通）和科凯勒（法国加来）。末端站是专为将汽车从高速公路转移到列车车厢内——速率为每小时700辆轿车和113辆大型车辆——而设计的特殊设施。英国侧使用M20高速公路。末端站被组织为在履行国境控制任务的同时，作为隧道系统的入口，令旅客能够在离开摆渡列车后即时驶上目的地国家的高速公路。英国侧末端站的面积十分有限，设计工作面临极大挑战；相对而言法国一侧的布置要容易许多。为了达到设计容量，摆渡列车以双层车厢容纳轿车；通往上层车厢的坡道被置于列车车厢内以增强灵活性。在福克斯通有20公里的主线轨道和45组道岔以及8个站台；加来一侧则有30公里轨道、44组道岔。摆渡列车在末端站内以8字形回转来减轻对车轮的不均匀磨耗。同时在切里顿以西的多兰斯沼泽货场有一个货运编组场。

## 地区性影响
一份1996年的欧盟委员会报告，预测肯特郡和加来北部，须面对跨海峡总体交通量增长和受隧道吸引的交通所带来的交通量增长。在肯特郡，一条前往伦敦的高速铁路将会使交通量从道路向铁道转移。肯特郡的地区发展会受惠于海底隧道，但靠近伦敦限制了收益。收益主要来自于传统产业，也极大地依赖于阿什福德国际车站——否则肯特郡只能完全依赖于伦敦的扩张。加来北部则享受着由隧道带来的显著内部效应——当地的制造业从隧道项目中获益。
类似英法海底隧道这样打破发展瓶颈，并非必要地在所有邻近地区拉动了经济收益。与欧洲高速交通相连的形象，以及活跃的政治响应对于地区经济发展更为重要。一些与末端站毗邻的中小型企业利用这一机遇，以其正面影响来重新包装自己的业务，例如肯特郡蚀刻岭（Etchinghill）的The New Inn就开拓了它的独特卖点：“离英法海底隧道最近的酒吧”。隧道拉动的地区发展相对总体经济增长而言是微小的。英格兰东南部似乎因更快更廉价的来往欧洲大陆的交通方式，而获得了社会和经济发展上的收益，但收益并不可能平等地分配到整个地区。整体的环境影响几乎可以肯定是负面的。
自隧道通車以来，对整体经济开始发挥微小的正面效应，但很难确定归功于隧道的重大经济成就。欧洲隧道公司确实在盈利，提供着一种不受恶劣天气影响的交通方式。但高昂的建造费用确实延迟了盈利能力，而且参与到海底隧道建设和运营的公司早前在运营中都需要依靠政府资助来应对背负的债务欧隧公司被描述为处于严峻状况中。。

## 意外事件

### 火灾
英法海底隧道内曾发生过三起火灾，全部发生在载重汽车摆渡列车上，且严重至须关闭隧道；另有其他许多小的意外事件。
1994年12月9日，在“内部邀请限定”的测试运行阶段，当一辆福特Escort正在被车主装载到旅客摆渡列车的上层甲板时着火。火灾在约10:00时发生，当时摆渡列车正停在福克斯通末端站，约40分钟后火灾被扑灭，无乘客受伤。
1996年11月18日，隧道内的一节载重汽车摆渡车厢着火，但无人严重受伤。尽管不是欧洲隧道公司的设备或车辆所引发，具体原因仍未知，可能是由对一辆载重汽车的纵火所引致。据估计火场中心温度达到了1000°C，46米长的隧道严重受损，另有500米受到波及。火灾后6个月服务全面重开。
当2006年8月21日载重汽车摆渡列车中的一辆卡车着火时，隧道关闭了数小时。2008年9月11日，格林尼治时间13:57，英法海底隧道内发生火灾。此次事件发生在一列载着货运汽车开往法国的列车上。火灾发生在隧道内距法国侧出口11公里处。无人死亡但数人因吸入烟雾、轻微割伤和瘀伤送院。隧道后对所有交通关闭，两日后未受损的南侧主隧道重开，提供有限度服务。全面服务于2009年2月9日恢复。事后修复耗费了6000万欧元。

### 列车故障
1996年2月19日晚至20日凌晨，约1,000名乘客被困在英法海底隧道中，起因是两列执行欧洲之星班次的英铁373型，因为堆积的冰雪在电路板上融化而瘫痪。
2007年8月3日，一场持续六小时的电力故障致使乘客被困在欧隧穿梭摆渡列车中。
2009年12月18日晚，在2009年12月欧洲大雪中，五列开往伦敦方向的欧洲之星列车在隧道内发生故障，2,000名乘客在8年来最低温的天气中受困。一位欧洲隧道公司的发言人解释为雪进入了列车的冬季用挡板后，从外部的冷空气到隧道内暖空气的这一变化令积雪融化，导致了电气故障。一列列车在进入隧道前折返；两列由欧隧0001型柴油机车牵引脱困。英法海底隧道的阻塞使得“堆叠行动”被启动，将M20高速公路变为直线停车场。
此次是首次有欧洲之星列车在隧道内执行疏散程序；同时4列车故障被认为是“史无前例的”英法海底隧道于翌日早上重开。。代表英格兰东南部的歐洲議會議員妮拉依·德瓦（Nirj Deva），呼吁欧洲之星的首席执行官理查德·布朗（Richard Brown）引咎辞职。一份关于2009年12月18/19日事件，由克里斯托弗·加尼特（Christopher Garnett，大东北铁路前首席执行官）和克劳德·格莱西耶（Claude Gressier，一名法国交通运输专家）所作的独立报告在次年2月发布，作出了21点建议。
一列由布鲁塞尔开往伦敦的欧洲之星于2010年1月7日在隧道内发生故障。列车上有236名乘客，并被拖往阿什福德；其他未进入隧道的列车折返。

### 寻求庇护和非法入境者
已知非法入境者和可能的寻求庇护者试图利用隧道进入英国境内。至1997年此问题已引起了国际舆论关注，法国红十字会后于1999年在桑加特利用曾用于隧道建设的仓库，开设了一处难民收容中心；至2002年此处收容中心同时容纳了1500人，其中大部分都尝试进入英国。2001年，大部分被收容者都来自阿富汗、伊拉克和伊朗，但来源地中也有非洲和东欧国家。
大部分抵达英国的非法入境者都是以某些方式搭乘货运列车，但其他人则利用欧洲之星。然而隧道相关设施都被围闭，紧密的安保也看似无懈可击；难民们甚至会从桥上跳到行驶中的列车上。在数宗意外中有人在横跨海峡的过程中受伤；其余的触动铁路设备，导致列车延误和设备需要修理。欧洲隧道公司称因此问题每月损失500万英镑。12名难民死于进入隧道尝试偷渡的行为。
2001至2002年间，桑加特发生了数场暴乱，多群难民（2001年12月事件中多大550名）冲击围栏并试图进入“集体”（en masse）。非法入境者同样也作为正当的欧洲之星乘客抵达，但不能出示有效的入境文件。
英法两国的当地政府均呼吁关闭桑加特收容中心，欧洲隧道公司更两次请求发出对中心的禁令。英国归罪于法国允许开设桑加特收容中心，法国则谴责英国宽松的庇护规定和欧盟未能统一移民政策。此问题闹得满城风雨的原因，甚至包括了因记者尾随难民进入铁路设施后被扣押。
2002年，当欧盟委员会向法国指出，因为糟糕的安保所导致的延误和关闭带来的货物免费转移违反了欧盟的规定后，双层栅栏以500万英镑造价设立，令查获的搭乘货运列车抵达英国的难民数目由每周250名降至近零。其他措施还包括闭路电视摄像机和加强警察巡逻。2002年末，在英国同意接纳其中部分难民之后，桑加特收容中心被关闭。

### 安全
英法海底隧道安全管理局对隧道内某些领域的安全规范负责；它向IGC（政府间委员会）报告。
服务隧道是用于前往放置在横向联络通路和设备房内的技术设备，提供新鲜空气和紧急疏散。服务隧道运输系统（STTS）可让隧道内所有区域都能够被快速抵达。服务车辆使用橡胶轮胎和埋线导引系统。24辆STTS车辆被制造出来，主要用于维护，但也用于灭火和紧急情况应对。不同用途的“容器”（"Pods"）载荷高达2.5-5吨，被插入车辆两侧。因STTS车辆无法在隧道内掉头，故被设计为可从两端驾驶。当方向盘被锁定时其最高速度可达80公里/时。一个较小的“轻型服务隧道车辆”（LADOGS）车队被引入以补充STTS。LADOGS拥有更短的轴距（3.4米）和转弯半径，使得它可以在服务隧道中作两段式掉头。它的方向盘不能像STTS一样被锁定，最高速为50公里/时。最高载荷1吨的容器可被装载在车尾。隧道内的驾驶员坐在右侧，车辆靠左行驶。因应法国籍职员可能按习惯靠右行驶的风险，道路车辆上的传感器会在车辆持续靠隧道右侧行驶时警告驾驶员。
三条隧道含有6000吨处理得令人舒适和安全的空气。空气由设在莎士比亚悬崖和桑加特的通风设施输送，每个设施都被建造成预备有满足100%需求的供应能力。补充通风设施也存在于隧道两端。在火灾情况下，通风设施用于将烟雾排除出服务隧道以及输送至其中一条主隧道以为乘客提供新鲜空气。英法海底隧道是第一条拥有特殊冷却设备的干线铁路隧道。铁路列车的牵引装置和拖行均会产生热量，而隧道设计的极限为30摄氏度，并使用英法两侧的冷凝装置输送在隧道内管道循环的冷却水。
高速行驶的列车的活塞效应带来的压力变化可能影响旅客舒适度、通风系统、隧道内的门、风扇和列车结构，并拖慢列车速度。可减轻活塞效应的2米直径管道被选用于解决这个问题；每公里4条管道可接近最理想效果。不幸的是这一设计会对列车产生不可接受的侧向力作用，故列车需要减速且管道中安装了气流限定装置。
旅客和汽车摆渡列车上火灾引发的安全问题引来了高度关注，欧洲隧道公司在1994年的安全研究中注意到，火灾因以下三个原因需要获得最多的关注：渡轮公司反对旅客留在他们的轿车中；英国内政部的数字表明轿车火灾数量在过去10年间翻倍；和隧道本身较大的长度。欧洲隧道公司委托英国火灾研究站给出汽车火灾的研究报告，以及与肯特郡消防队联络以获得一年内的汽车火灾统计数据。火灾测试在法国矿井研究设施进行，使用了一个用以研究汽车如何燃烧的模拟车厢。车厢门被设计为可抵挡车厢内的火灾达30分钟——长于通过隧道的耗时（27分钟）。车厢的空调系统帮助在出发前净化车厢内的危险蒸汽。每节车厢都拥有一套火灾检测和压制系统，并可检测离子和紫外线辐射，烟雾和气体以启动哈龙（Halon，卤化物灭火剂）来扑灭火灾。因载重车辆摆渡列车（HGV）是敞开的，火灾感应器也安装在装载车厢和隧道本体上。服务隧道中一条10英寸的输水总管每125米就可为主隧供水。通风系统可以控制烟雾蔓延。特别侧线用于容纳着火的列车，因着火列车不可在隧道中停下。欧洲隧道禁止大范围的危险物品进入隧道。两辆带有消防装备容器的STTS（服务隧道运输系统）车辆随时候命，最多只需10分钟便可抵达着火列车处。

### 引用
1. ↑  Institution of Civil Engineers (Great Britain).  108. Thomas Telford. 1995: 22  [2013-05-17]. （原始内容存档于2013-10-24）. |issue=被忽略 (帮助)
2. ↑   2nd Edition Revised. OUP Oxford. 2005-08-11. ISBN 3-411-02144-6.
3. ↑  Janet Stobart. . L.A. Times. 2009-12-20  [2010-06-27]. （原始内容存档于2010-12-29）.
4. ↑  . raileurope.com.   [2009-07-19]. （原始内容存档于2008年10月26日）.
5. 1 2  Institute of Civil Engineers p. 95
6. ↑  . Popular Mechanics.   [2009-07-19]. （原始内容存档于2009-08-08）.
7. 1 2 3 4  Anderson, pp. xvi–xvii
8. 1 2  Chisholm, Michael. . London: Routledge. 1995: 151. ISBN 0-415-11921-9.
9. 1 2  Whiteside p. 17
10. ↑  . library.thinkquest.org.   [2009-07-19]. （原始内容存档于2007-12-12）.
11. 1 2 3 4 5 6 7 8 9 10  Wilson pp. 14–21
12. 1 2  Flyvbjerg et al. p. 12
13. ↑  . BBC News. 2008-01-04  [2009-07-19]. （原始内容存档于2017-08-08）.
14. ↑  . The Guardian (UK).   [2009-07-19]. （原始内容存档于2013-06-11）.
15. ↑  . subbrit.org.   [2009-07-19]. （原始内容存档于2019-04-16）.
16. ↑  Whiteside pp. 18–23
17. ↑   (PDF). The New York Times. 1866-08-07  [2008-01-03]. （原始内容存档于2016-03-05）.
18. ↑  Gladstone, William. A. W. Hutton & H.J. Cohen , 编. . The Speeches And Public Addresses Of The Right Hon. W. E. Gladstone, M.P. X. London: Methuen And Company. 1902  [2008-05-13]. （原始内容存档于2021-04-22）.
19. ↑  MacMillan, Margaret. "Paris 1919". Random House, 2002, p. 174, 194
20. ↑  .   [2013-05-17]. （原始内容存档于2020-06-09）.
21. ↑  Breuer, William B. . Hoboken, New Jersey: Wiley. 2003: 40. ISBN 0-471-26739-2.
22. ↑  . Halcrow Group. 2011-07-13  [2011-07-26]. （原始内容存档于2011-10-01）. Online presentation of a 1964–65 film documentary of a geological survey of the Channel, with a brief summary.
23. ↑  Kirkland pp. 10–11
24. ↑   (PDF). House of Commons Library.   [2010-04-05]. （原始内容 (PDF)存档于2010年4月23日）.
25. 1 2  Flyvbjerg et al. pp. 96–97
26. ↑  Flyvbjerg et al. p. 3
27. 1 2  . BBC News. 1990-12-01  [2009-07-19]. （原始内容存档于2021-01-25）.
28. ↑  Harlow, John. . The Times (UK). 1995-04-02.
29. ↑  . ingenious. 2008-03-11  [2009-07-19]. （原始内容存档于2009-07-27）.
30. ↑  . The Independent (UK). 2004-04-03  [2008-09-26]. （原始内容存档于2009-09-23）.
31. ↑  Glenn Frankel. . The Washington Post. 1990-10-31.
32. ↑  . Evening Mail (Birmingham Post & Mail Ltd). 2000-12-02.
33. 1 2  . BBC News. 1994-05-06  [2008-01-12]. （原始内容存档于2020-11-14）.
34. ↑  Woodman, Peter. . Press Association National Newswire. 2007-11-14.
35. ↑  . Channel NewsAsia (MediaCorp News). 2007-11-15.
36. ↑  
. American Society of Civil Engineers.   [2012-10-07]. （原始内容存档于2012-10-26）.
37. ↑  Pope, Gregory T., , Popular Mechanics, December 1995: 48–56
38. ↑  Gilbert, Jane. . The Daily Post（New Zealand） (APN New Zealand Ltd). 2006-12-01.
39. ↑  Kirkland p. 13
40. ↑  Institute of Civil Engineers p. 208
41. ↑  Flyvbjerg et al. p. 51
42. ↑  Harris, C.S.;  et al (编). . London: Thomas Telford. 1996: 57. ISBN 0-7277-2045-7.
43. 1 2 3  Kirkland pp. 21–50
44. 1 2 3  Kirkland pp. 22–26
45. 1 2 3 4  Kirkland pp. 63–128
46. ↑  Wilson p. 38
47. ↑  Kirkland p. 29
48. ↑  Wilson p. 44
49. ↑  Kirkland pp. 117–128
50. ↑  Pierre-Jean Pompee.  (PDF). pagesperso-orange.fr.   [2009-07-19]. （原始内容 (PDF)存档于2009-03-26）.
51. ↑  Kirkland pp. 129–132
52. ↑  Kirkland pp. 134–148
53. 1 2  Article: Railway electric traction 9 August 2009
54. ↑  Kirkland pp. 149–155
55. ↑  Article-de: Eurotunnel#Betrieb 9 August 2009
56. 1 2  Kirkland pp. 157–174
57. ↑  . Department for Transport.   [2009-05-17]. （原始内容存档于2011-05-04）.
58. ↑  . Railway Gazette International.   [2012-10-01]. （原始内容存档于2020-08-15）.
59. ↑  Kirkland pp. 175–211
60. ↑  Edmonds, Sam. . Deutsche Welle. 2009-12-16  [2009-12-20]. （原始内容存档于2012-01-22）.
61. ↑  . Austin News. 2009-12-16  [2009-12-20]. （原始内容存档于2009年12月22日）.
62. ↑  . DB Bahn.   [2014-04-12]. （原始内容存档于2011-08-10） （英语）.
63. 1 2  Flyvbjerg et al. p. 22
64. 1 2 3 4 5 6 7  Ricard Anguera. . Transportation Research Part A: Policy and Practice. May 2006, 40 (4): 291–315. doi:10.1016/j.tra.2005.08.009.
65. 1 2  . Eurotunnel. 2009-01-15  [2009-01-15]. （原始内容存档于2005-12-17）.
66. 1 2 3 4  . Eurotunnel.   [2009-01-15]. （原始内容存档于2011-02-02）. 外部链接存在于|publisher= (帮助)
67. 1 2  . Initial East Kent and Ashford Sub-Regional Study for The South East Plan. South East England Regional Assembly: Table 11. June 2004  [2009-01-21]. （原始内容存档于2007-11-08）. 外部链接存在于|work= (帮助)
68. 1 2 3  . Eurotunnel.   [2011-02-06]. （原始内容存档于2015-05-13）.
69. ↑  . Eurotunnel. 2004-01-20  [2009-01-21]. （原始内容存档于2010-01-13）.
70. 1 2  . Eurotunnel. 2006-01-16  [2009-01-21]. （原始内容存档于2010-01-13）.
71. 1 2  . Eurotunnel. 2008-01-15  [2009-01-21]. （原始内容存档于2010-01-13）. 外部链接存在于|publisher= (帮助)
72. 1 2  . Eurotunnel. 2010-01-10  [2011-02-06]. （原始内容存档于2011-08-07）.
73. ↑   (PDF). Eurotunnel. 2011-01-18  [2011-02-06]. （原始内容 (PDF)存档于2011-07-10）.
74. ↑   (PDF). Eurotunnel.   [2012-12-21]. （原始内容 (PDF)存档于2014-08-07）.
75. ↑  . AFX (Agence France Presse). 2004-10-28.
76. ↑  Dominic O'Connell. . The Times (UK). 2006-09-03  [2006-09-03]. （原始内容存档于2011-08-17）.
77. ↑   (PDF). josephcoates.com.   [2009-07-19]. （原始内容存档 (PDF)于2021-03-08）.
78. ↑  Flyvbjerg et al. pp. 32–34
79. ↑  Flyvbjerg, B. Buzelius, N. Rothengatter, W. . Cambridge: Cambridge University Press. 2003: 68–69. ISBN 0-521-00946-4.
80. ↑  . Birmingham Post. 2000-01-06.
81. ↑  . Crown Prosecution Service.   [2008-03-11]. （原始内容存档于2008年2月20日）.
82. ↑  Kirkland p. 331
83. ↑  Kirkland pp. 255–270
84. ↑  European Commission pp. 220–222
85. ↑  European Commission pp. 248–252
86. ↑  Fayman, Sonia; Metge, Pierre. . European Planning Studies. September 1995, 3 (3): 333.
87. ↑  Button, Kenneth. . The Geographical Journal (Blackwell Publishing). July 1990, 156 (2): 187–199. JSTOR 635327. doi:10.2307/635327.
88. ↑  Flyvbjerg et al. p. 68–69
89. ↑  . BBC (UK). 2011-01-18  [2011-01-18]. （原始内容存档于2021-04-23）.
90. ↑  Harrison, Michael. . The Independent (UK). 2004-02-10  [2009-07-21]. （原始内容存档于2009-07-27）.
91. ↑  . The Telegraph (London). 2005-01-12  [2009-07-21]. （原始内容存档于2021-04-23）.
92. ↑  Clark, Andrew. . The Guardian (UK). 2006-02-21  [2009-07-21]. （原始内容存档于2009-09-13）.
93. ↑  . Adacte.com. June 2005  [2009-07-21]. （原始内容存档于2009-07-31）.
94. ↑  Wolmar, Christian. . The Independent (London). 1994-12-10  [2009-12-25]. （原始内容存档于2012-11-11）.
95. ↑   (PDF). Channel Tunnel Safety Authority. May 1997  [2009-07-21]. ISBN 0-11-551931-9. （原始内容存档 (PDF)于2021-04-23）.
96. 1 2  C. J. Kirkland.  (PDF). Tunnelling and Underground Space Technology. 2002, 17: 129–132. doi:10.1016/S0886-7798（02）00014-7. （原始内容 (PDF)存档于2010-09-20）.
97. ↑  . BBC News. 2006-08-21  [2006-08-21]. （原始内容存档于2021-04-23）.
98. ↑  Rail Accident Investigation Branch.  (PDF) (报告). Rail Accident Report. Department for Transport. October 2007. （原始内容 (PDF)存档于2009-04-16）.
99. ↑  Robert Wright. . Financial Times. 2008-09-12  [2009-07-21]. （原始内容存档于2010-03-02）.
100. ↑  . Sky News. 2008-09-11  [2009-03-09]. （原始内容存档于2009-07-27）.
101. ↑  . Eurotunnel.com.   [2010-01-14]. （原始内容存档于2009-02-23）.
102. ↑  Wolmar, Christian. . The Independent (UK). 1996-02-22  [2009-12-21]. （原始内容存档于2013-02-18）.
103. ↑  . BBC News. 2007-08-03  [2010-01-14].
104. ↑  . Sky News. 2009-12-19  [2009-12-19]. （原始内容存档于2009-12-22）.
105. ↑  Bird, Steve; Lindsay, Robert. . The Times (London, England). 2009-12-21  [2009-12-21]. （原始内容存档于2011-06-12）.
106. ↑  Gray, Melissa. . CNN. 2009-12-19  [2009-12-19]. （原始内容存档于2021-03-24）.
107. ↑  Mansey, Kate; Owens, Nick; Jones, Crystal. . Daily Mirror. 2009-12-20  [2009-12-19]. （原始内容存档于2011-11-19）.
108. ↑  Randall, David; Lakhani, Nina. . Independent (London). 2009-12-20  [2009-12-20]. （原始内容存档于2012-11-11）.
109. ↑  . BBC News. 2009-12-20  [2009-12-20].
110. ↑  Cole, Rob. . Sky News. 2009-12-18  [2009-12-19]. （原始内容存档于2009-12-22）.
111. ↑  . The Press Association. 2009-12-19  [2009-12-19]. （原始内容存档于2009-12-22）.
112. ↑  . Amsterdam News.Net. 2009-12-19  [2009-12-19]. （原始内容存档于2011-07-23）. "Four Eurostars broken down at one time —it's absolutely unprecedented", John Keefe of Eurotunnel ... "There's never actually been an evacuation of a Eurostar train in the fifteen years that the tunnel has been opened and last night we evacuated two whole trains to get people off",
113. ↑   (PDF). Eurotunnel Press Release. 2009-12-19  [2009-12-23]. （原始内容 (PDF)存档于2010-01-13）.
114. ↑  . BBC News. 2009-12-20  [2010-01-14].
115. ↑  Woodman, Peter. . The Independent (UK). 2010-02-12  [2010-04-27]. （原始内容存档于2010-04-17）.
116. ↑  
Garnett, Christopher; Gressier, M. Claude.  (PDF). Eurostar. 2010-02-12  [2010-04-27]. （原始内容 (PDF report)存档于2010-02-16）.
117. ↑  . The Independent (London). 2009-01-07  [2009-01-07]. （原始内容存档于2012-12-12）.
118. ↑  . Uk.reuters.com. 2010-01-07  [2010-01-14]. （原始内容存档于2012-07-17）.
119. 1 2 3  Pierre Kremer. . The Magazine of the International Red Cross and Red Crescent Movement. February 2002  [2006-08-04]. （原始内容存档于2021-02-27）.
120. ↑  Caryl Phillips. . The Guardian (UK). 2001-11-17  [2006-08-04]. （原始内容存档于2008-05-12）.
121. ↑  Stephens, Avril. . CNN. 2007-07-31  [2006-08-04]. （原始内容存档于2007-06-24）.
122. 1 2  . BBC News. 2002-07-12  [2006-08-05].[]
123. ↑  Paul Webster. . The Guardian (UK). 2007-12-27  [2006-08-04]. （原始内容存档于2009-08-26）.
124. ↑  . Migration News. 1998  [2006-08-04]. （原始内容存档于2013-01-12）.
125. ↑  . International Press Institute.   [2006-08-04]. （原始内容存档于2007-10-24）.
126. ↑  . BBC News. 2002-09-26  [2006-08-04]. （原始内容存档于2021-04-23）.
127. ↑  . BBC News. 2002-05-31  [2006-08-04]. （原始内容存档于2007-02-07）.
128. ↑  Philip Delves Broughton and Andrew Sparrow. . Daily Telegraph (UK). 2002-09-27  [2009-02-25]. （原始内容存档于2021-04-23）.
129. ↑  . Channel Tunnel Intergovernmental Commission. 2013  [2013-06-11]. （原始内容存档于2021-04-22） （英语）.
130. ↑  Kirkland pp. 247–254
131. 1 2  Kirkland pp. 212–230.
132. ↑  The Channel Tunnel Experience Lessons for the Future pp. 19–23.
133. ↑  Kirkland pp. 231–240.
134. ↑  McFarlane, Andrew. . BBC News. 2008-09-12  [2008-09-12]. （原始内容存档于2008-09-16）.
135. ↑  .   [2013-05-17]. （原始内容存档于2012-08-15）.